# Аймара

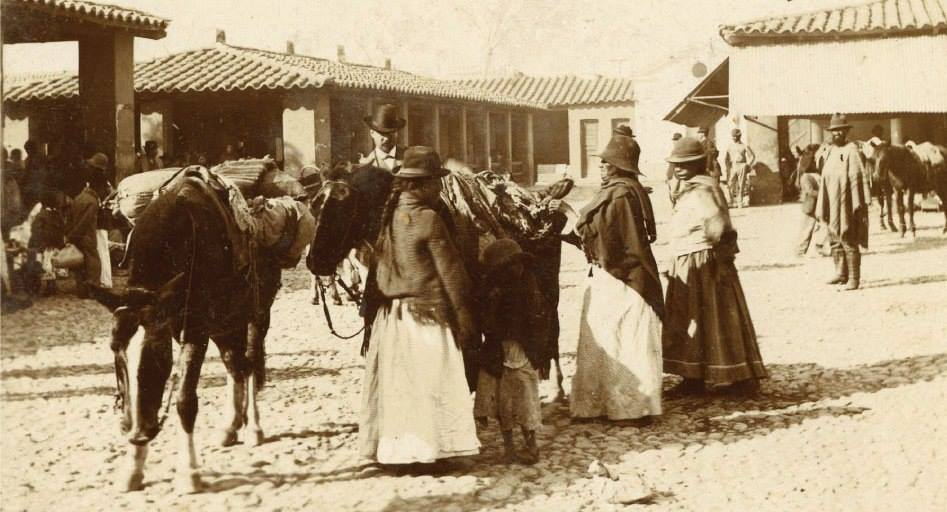
Аймара в Аргентине, 1870 год

Аймара́ (айм. aymara) — индейский народ в Андах, на западе Южной Америки. Живут главным образом в высокогорных областях в районе озера Титикака на западе Боливии (по данным переписи 2012 г., около 1 598 807 чел), юге Перу (регион Пуно, Мокегуа, Такна и Арекипа — 548 292 чел), севере Чили (по данным переписи 2017 г., 156 754 чел) и Аргентины (по последним данным, 20 822 чел). Часть аймара живёт в городах, составляя большинство шахтёрского населения Боливии.
Язык — аймара.
Верующие в основном католики, есть адвентисты, пятидесятники, мормоны и др.

## Название
Название народа, на русском языке означающее также его язык, вероятнее всего, происходит от Ayma-ra-mi, что означает «место, где расположено много ферм в общественном владении».

## История
В доиспанский период аймара были расселены до р. Вильканота на север, солончаков Койпаса и Уюни на юге и тихоокеанского побережья на западе. В XIV — начале XV веков у аймара сложились ранние государства: Канчи, Канна, Колья, Лупака, Пакахе и др. Известным археологическим памятником аймара является древнее кладбище Сильюстани на территории Перу.
Во второй половине XV века аймара были покорены инками, которые предоставили им некоторую автономию в составе своего государства. Вскоре аймара попали под власть Испании. Постепенно часть аймара была ассимилирована кечуа.

## Культура
Традиц. муж. одежда — короткие штаны и туникообразная рубаха, пончо, женская — агуайо, блузка, неск. широких сборчатых юбок, шаль. Головные уборы — соломенные и фетровые шляпы, у мужчин — вязаные шапочки-лючо.
Для религии характерен синтез католицизма с доисп. культами гор (апу), предков (ачачила), Матери-земли (Пачамама), подземного духа (Тио) и др. Формируется синкретич. «индейская церковь». Сохраняются обычай ряжения по католическим праздникам в головные уборы из перьев, маски, шкуры, костюмированные (посвящённые животным, с участием персонажей времён конкисты), театрализованные («Дьяблада»), бурлескные[уточнить] танцы и другое.

### Традиционные промыслы
Основные традиционные занятия — земледелие (картофель, киноа, ока) и животноводство (ламы). Традиционные ремёсла — ткачество (женщины — на традиц. горизонтальном станке, мужчины — на педальном станке, заимствованном у испанцев) и вязание (в том числе узорное) из шерсти ламы и альпака (вязаные муж. конические шапочки с наушниками лючо, сумки для листьев коки, кошельки и др.), производство лепной расписной керамики, металлургия (сохранились традиц. центры металлообработки Хесус-де-Мачака и Корокоро), изготовление тростниковых лодок (уампу) и др.
Традиционно крестьяне-аймара занимались также выращиванием коки, листья которой они жевали, использовали в традиционной медицине, а также подносили в качестве жертв солнечному богу Инти и богине земли Пачамаме.

### Музыка и фольклор
Музыкальная культура аймара чрезвычайно богата и разнообразна. Популярны танцы уайно, исполняемые в сопровождении инструментального ансамбля, состоящего из продольных флейт (пинкольо, кена), барабанов (бомбо, тинья), «индейской гитары» из панциря броненосца (чаранго) и др. Популярен также танец и музыкальный жанр сикури, исполняемый на сику (флейта Пана) разнообразных размеров, вплоть до 120 см (туйу). Встречаются ансамбли однородных инструментов. Распространено сольное музицирование на флейтах для услаждения собственной души. Многочисленны пастушьи наигрыши на флейтах. Распространены песни-молитвы к‘очу (основаны на пентатонике), обращённые к божествам и духам доиспанских культов и католическим святым (в том числе парауаках — моления о дожде); календарно-обрядовые песни (в том числе чахра-какой в обряде начала земледельческих работ калья). Среди лирических песен — сольные любовные арави; группу этих песен saucesito («ивушка») юноши-аймара исполняют также на флейте пинкольо, признаваясь в любви избранницам.

## Известные аймара
- Бывший президент Боливии Эво Моралес является аймара по происхождению.
- Роберто Мамани (род. 1962) — боливийский художник.

## Галерея

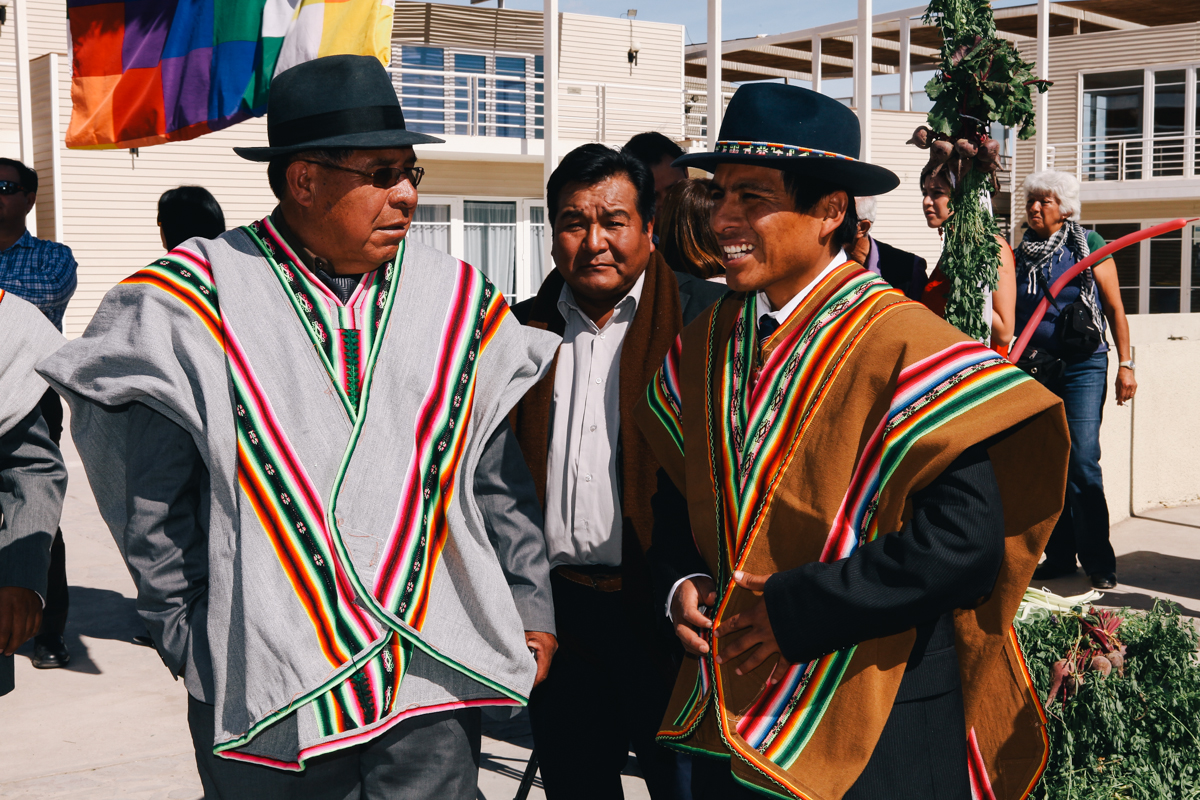
Аймара в Чили (современное фото)
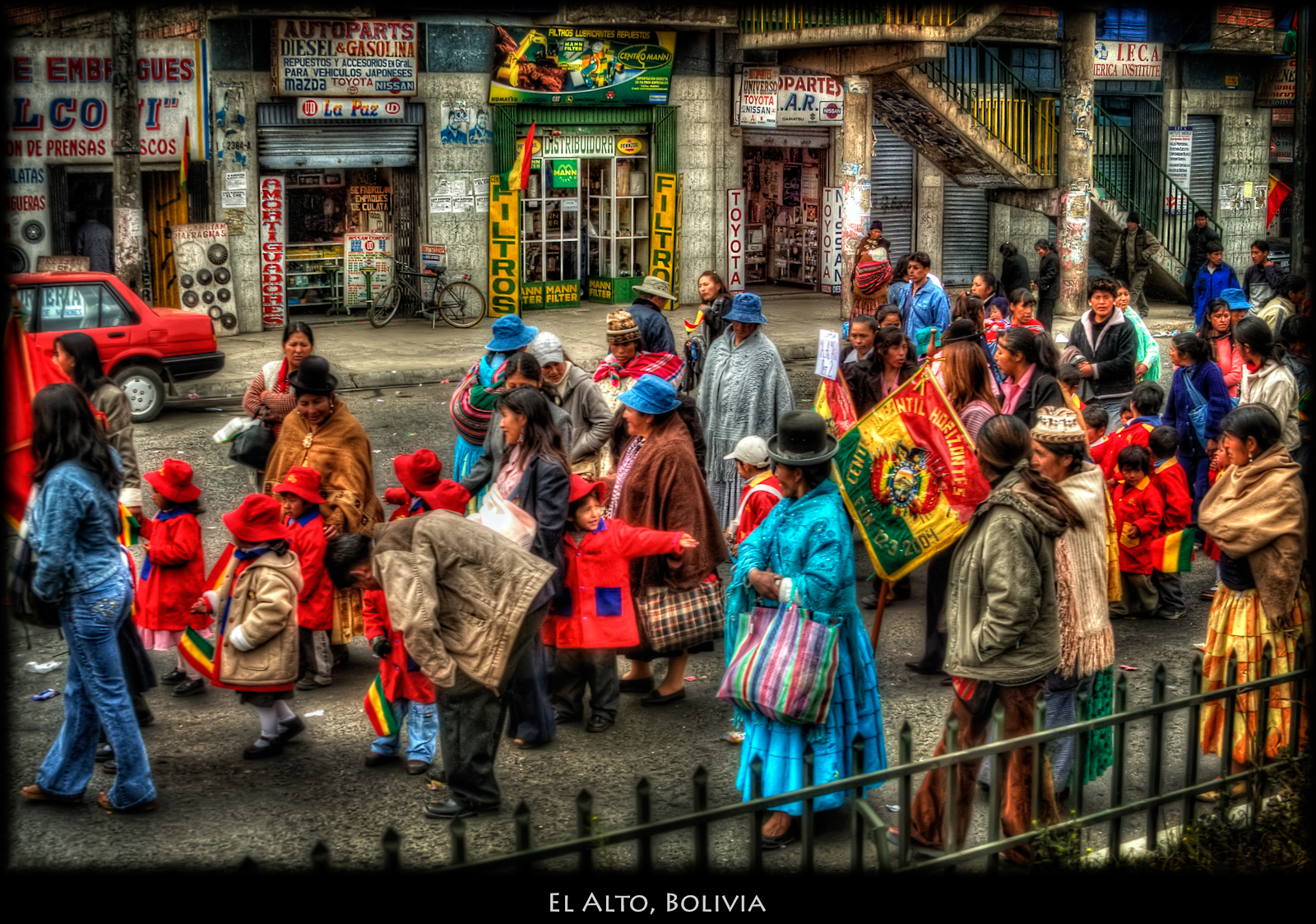
Аймара в Боливии (современное фото)
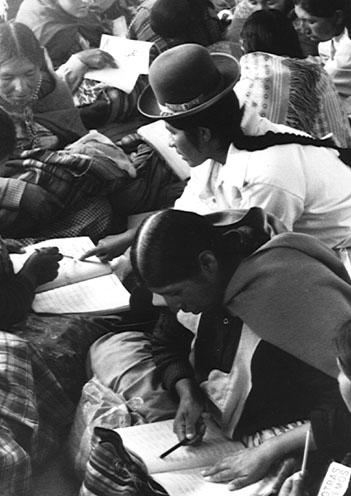
Урок грамотности в Эль-Альто
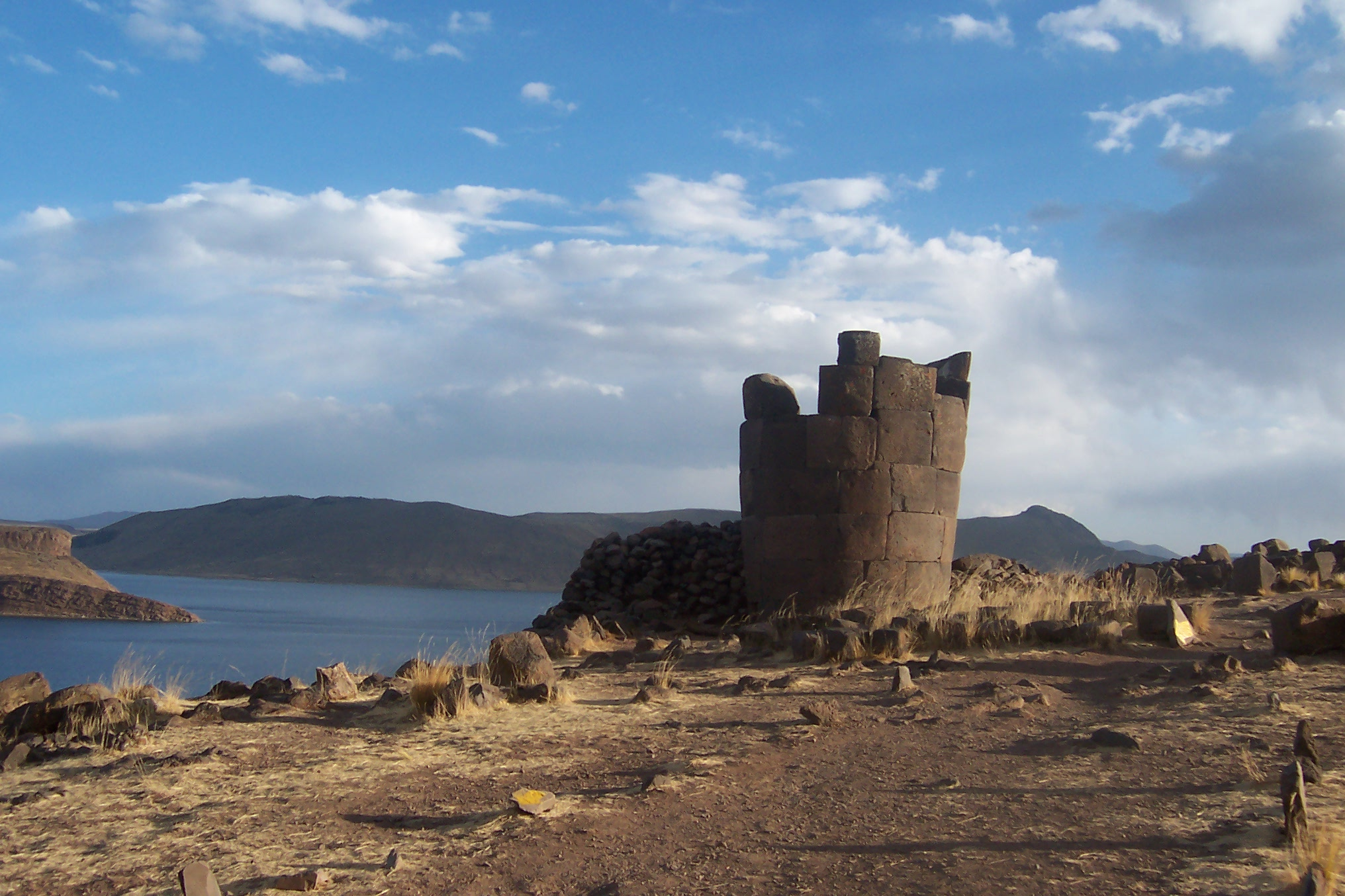
Кладбище Сильюстани, царство Колья — памятник инкского периода
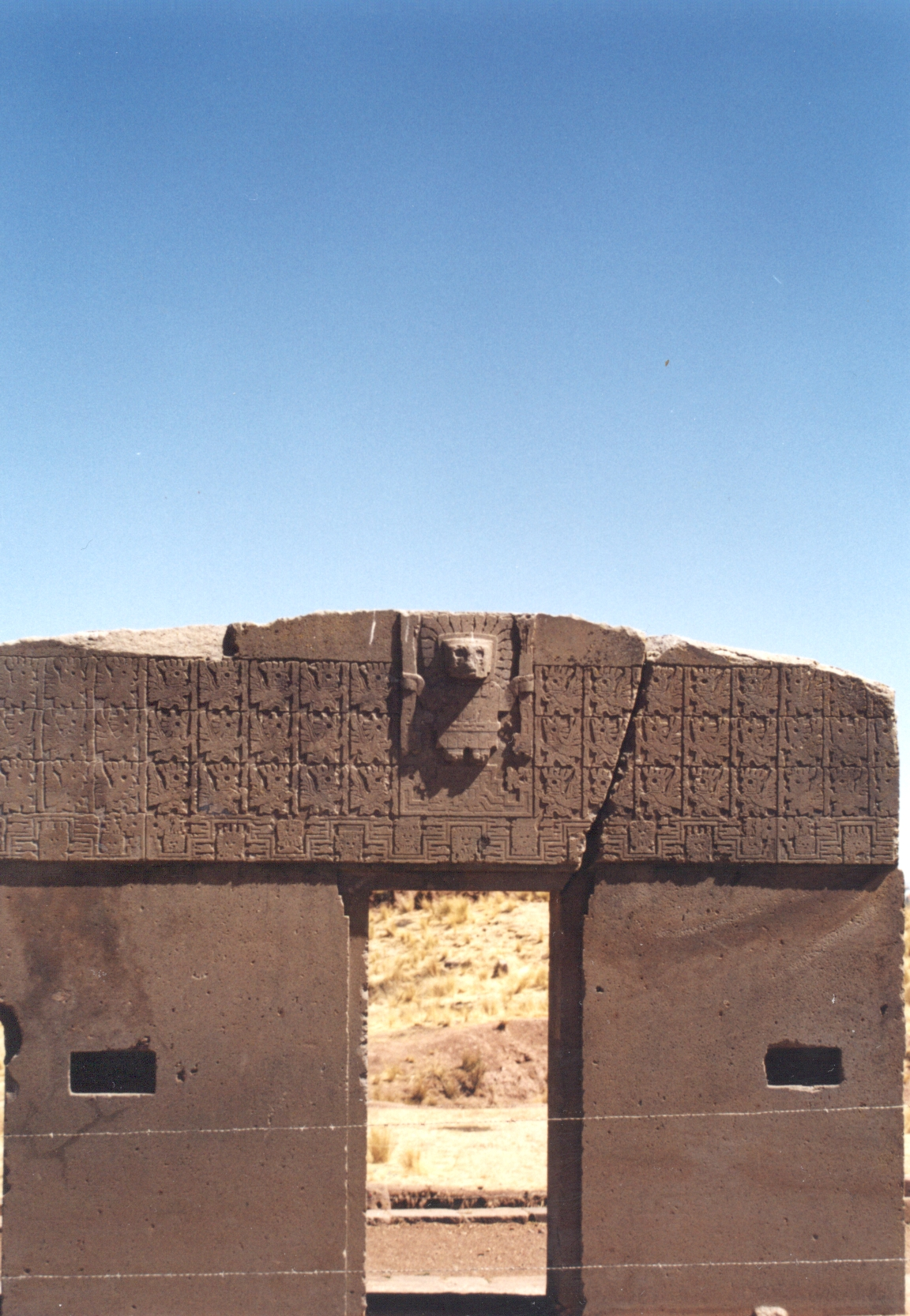
«Врата Солнца» в Тиуанако
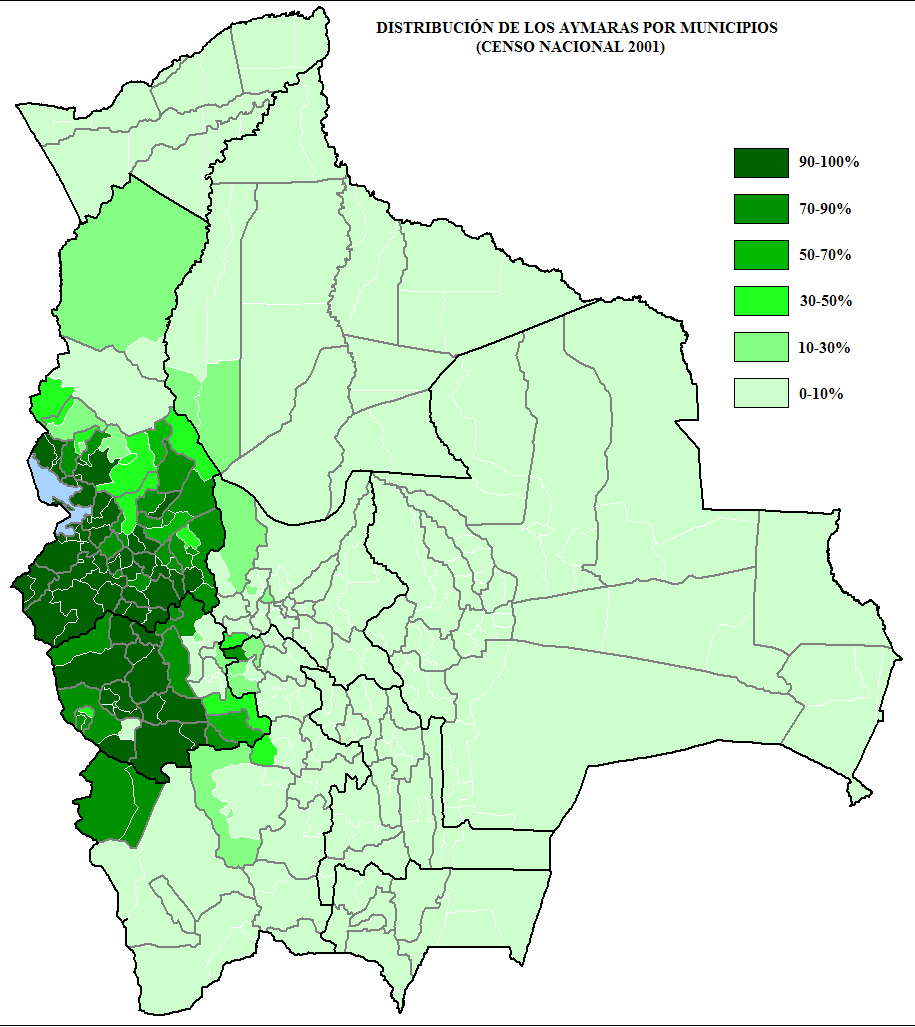
Распределение этнических аймара по муниципалитетам (2001 г.)